# Team 666
Team 666 – drugi minialbum polskiej grupy muzycznej Neolithic. Wydawnictwo ukazało się 5 grudnia 2003 roku nakładem wytwórni muzycznej Empire Records. Nagrania zostały zarejestrowane w lubelskim Hendrix Studio we współpracy z realizatorem Arkadiuszem Malczewskim.

## Lista utworów
Opracowano na podstawie materiału źródłowego. 
(muzyka i słowa: Neolithic)
1. "Intro" 00:51
2. "Hellboy" - 03:12
3. "Dying" - 04:45
4. "Team 666" - 04:23
5. "My Beautiful Enemy" - 04:48

Multimedia
1. "Team 666" (teledysk, realizacja: Roman Przylipiak)
2. "Love?" (teledysk, realizacja: Roman Przylipiak)
3. "Love?" (realizacja teledysku)
4. "Szacunek Dla Zmarłego" (teledysk, realizacja: Dariusz Skowroński)
5. History

## Twórcy
Opracowano na podstawie materiału źródłowego.
| - Patryk "Nick Wolverine" Zwoliński - wokal prowadzący - Piotr "Kay" Wtulich - gitara rytmiczna, gitara prowadząca - Konrad "Krayan" Krajewski - gitara rytmiczna, gitara prowadząca - Tomasz "Orion" Wróblewski - gitara basowa - Dariusz "Daray" Brzozowski - perkusja | - Arkadiusz "Malta" Malczewski - inżynieria dźwięku, miksowanie - Grzegorz Piwkowski - mastering - Roman Przylipiak - okładka - Krzysztof "Sado" Sadowski - zdjęcia - Belin Czechowicz - prezentacja multimedialna |